# Niszczyciele min typu Ganggyeong
Niszczyciele min typu Ganggyeong – południowokoreańskie niszczyciele min z końca XX wieku. W latach 1986–1993 w stoczni Kangnam Corporation w Pusan zbudowano sześć okrętów tego typu. Przyjęte do służby w Marynarce Wojennej Republiki Korei w latach 1986–1994, nadal znajdują się w składzie floty i mają status operacyjny (stan na 2019 rok).

## Projekt i budowa
Niszczyciele min typu Ganggyeong zostały zaprojektowane w krajowej stoczni Kangnam, jednak wzorowane były na włoskich jednostkach typu Lerici . Pierwsza jednostka – „Ganggyeong” – przeznaczona została do testów, dwie następne zamówiono w 1988 roku, a trzy kolejne w roku 1990. Plany zbudowania łącznie 16 okrętów tego typu zostały zarzucone.
Wszystkie jednostki typu Ganggyeong zbudowane zostały w stoczni Kangnam Corporation w Pusan . Zwodowano je w latach 1986–1993 .
| Okręt              | Stocznia | Wodowanie            | Wejście do służby    |
| ------------------ | -------- | -------------------- | -------------------- |
| „Ganggyeong (561)” | Kangnam  | 30 sierpnia 1986     | 19 grudnia 1986      |
| „Gangjin (562)”    | Kangnam  | 27 października 1990 | 31 maja 1991         |
| „Goryeong (563)”   | Kangnam  | 14 stycznia 1991     | 30 listopada 1991    |
| „Gimpo (565)”      | Kangnam  | 29 września 1992     | 30 kwietnia 1993     |
| „Gochang (566)”    | Kangnam  | 30 marca 1993        | 29 października 1993 |
| „Geumhwa (567)”    | Kangnam  | 1 sierpnia 1993      | 1 maja 1994          |

## Dane taktyczno–techniczne

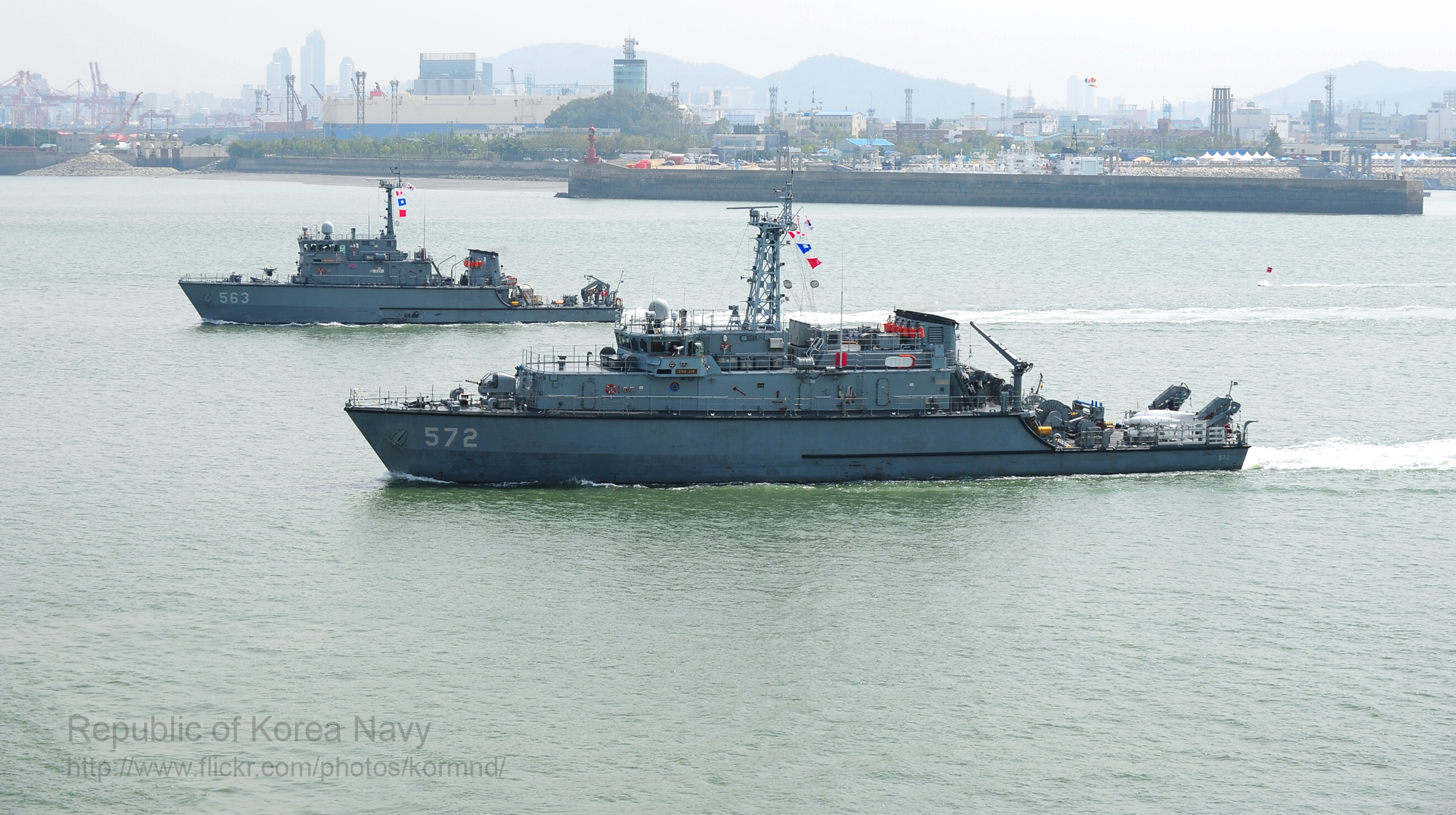
„Goryeong” (na drugim planie) w 2009 r.

Okręty są przybrzeżnymi niszczycielami min z kadłubami wykonanymi z kompozytów . Długość całkowita wynosi 50 metrów, szerokość całkowita 9,6 metra (8,3 metra na wodnicy), a zanurzenie 2,6 metra . Wyporność standardowa wynosi 470 ton, a pełna 520 ton . Okręty napędzane są przez dwa silniki wysokoprężne MTU o łącznej mocy 1,5 MW (2040 KM), poruszające dwoma pędnikami cykloidalnymi Voith-Schneider. Okręty dysponują też dziobowymi sterami strumieniowymi napędzanymi silnikami o mocy 75 kW. Maksymalna prędkość jednostek wynosi 15 węzłów . Zasięg wynosi 2000 Mm przy prędkości 10 węzłów.
Uzbrojenie artyleryjskie jednostek składa się z pojedynczego działka kalibru 20 mm Oerlikon Mk 10 L/70 oraz dwóch pojedynczych karabinów maszynowych kalibru 7,62 mm L/90 . Wyposażenie przeciwminowe stanowią dwa pojazdy podwodne Gaymarine Pluto . Wyposażenie radioelektroniczne obejmuje radar nawigacyjny Raytheon SPS-64, sonar kadłubowy GEC-Marconi 193M i system walki Racal MAINS 500.
Załoga pojedynczego okrętu składa się z 5 oficerów i 43 podoficerów i marynarzy (w tym czterech nurków).

## Służba
Pierwszy okręt typu został przyjęty do służby w Marynarce Wojennej Republiki Korei w 1986 roku („Ganggyeong”), dwa następne w 1991 roku („Gangjin” i „Goryeong”), dwa w 1993 roku („Gimpo” i „Gochang”), a ostatni w 1994 roku („Geumhwa”) . Okręty otrzymały numery taktyczne 561–563 i 565–567 . Do 2015 roku prawdopodobnie dokonano wymiany pojazdów podwodnych Pluto na nowsze Double Eagle. W 2018 roku nazwę ostatniego niszczyciela min zmieniono na „Gimhwa” . Wszystkie jednostki nadal znajdują się w składzie floty i mają status operacyjny (stan na 2019 rok) .